# Pueblos Unidos
Pueblos Unidos ist ein Corregimiento des Bezirks Aguadulce in der Provinz Coclé in Panama. Bei der Volkszählung im Jahr 2023 hatte es 4055 Einwohner. Das Corregimiento erstreckt sich über eine Fläche von 91,4 km².
Das Corregimiento wurde durch Gesetz Nr. 58 vom 17. September 2013 geschaffen.

## Orte
Im Corregimiento Pueblos Unidos befinden sich folgende Orte:
- Altamira
- Cotava Abajo
- Cotava Arriba
- El Barrero
- El Estero de San José
- El Jagüito
- Finca Cocobo
- Finca La Panela
- Hato de San Antonio
- Ingenio Santa Rosa
- La Chapa
- La Cruz
- La Lucía
- Llano Santo
- Llano Sánchez
- Salitrosa
- Vista Hermosa